# Programa espacial chinês

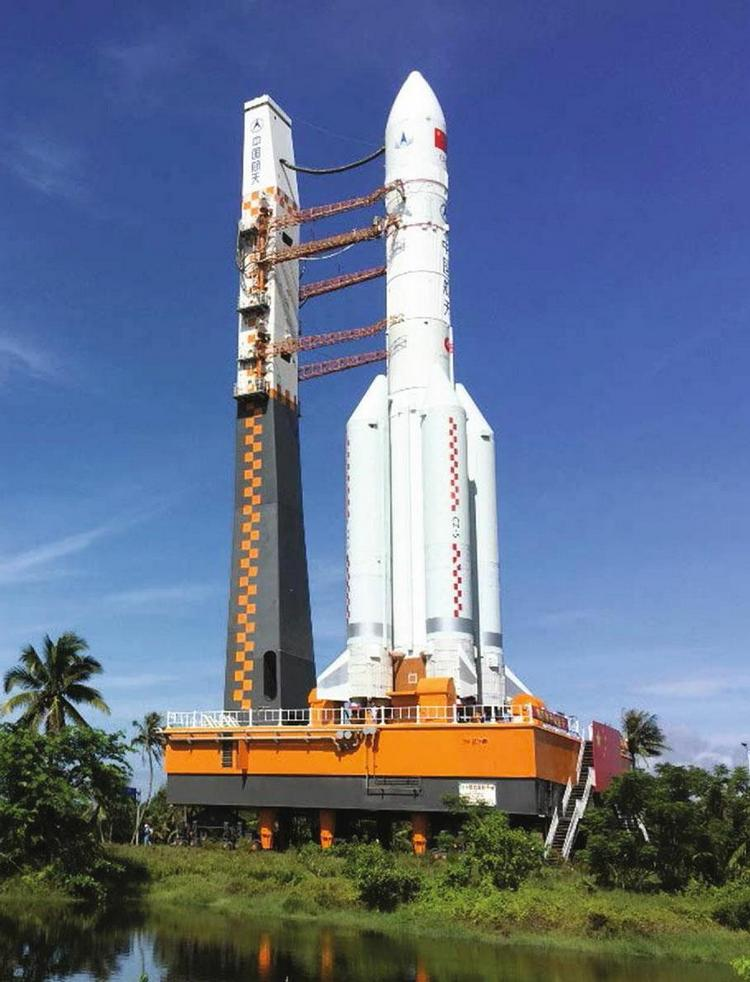
Foguete Longa Marcha 5 no Centro Espacial de Xichang.

O programa espacial chinês, nome dado ao programa tecnológico de exploração do espaço da República Popular da China, que teve início em 1956, através da cooperação em ciência, tecnologia espacial e desenvolvimento de foguetes do governo comunista da República Popular da China com a então União Soviética. É um dos programas espaciais de maior expansão e é coordenado pela Administração Espacial Nacional da China, a agência espacial chinesa.

## História

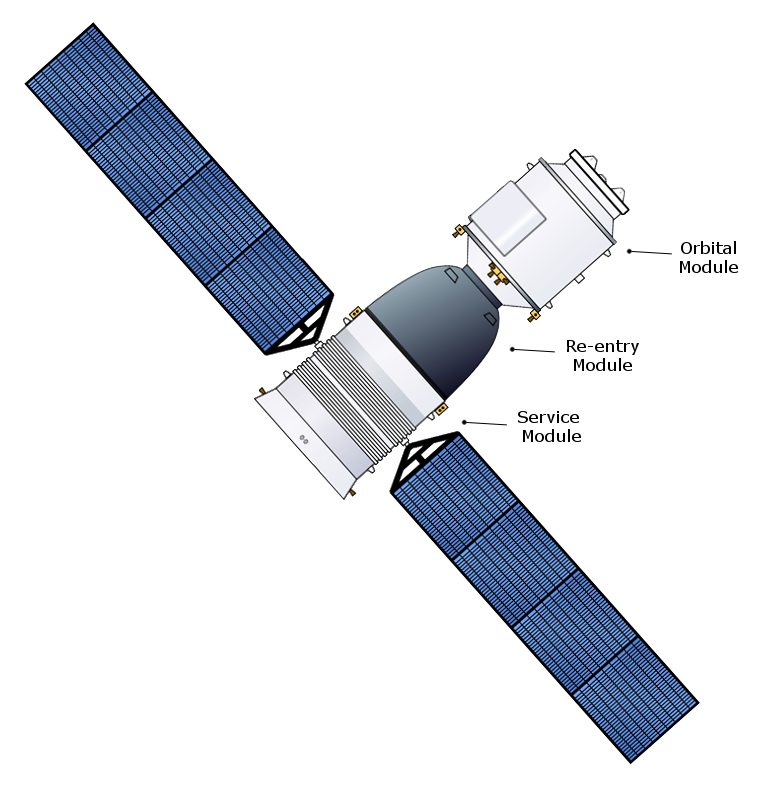
A nave Shenzhou, desenvolvida nos anos 1990, para levar um homem ao espaço, é a maior realização do programa espacial chinês

Durante a cordial relação entre China e União Soviética, durante os anos 1950, a União Soviética se engajou num programa de transferência de tecnologia à China, no âmbito do qual treinaram estudantes chineses a construírem um protótipo de foguete. Em 1956, o cientista Tsien Hsue-Shen propôs e obteve apoio do governo de Mao Tse Tung para um programa pioneiro de mísseis balísticos, do qual se tornou diretor. O plano apresentado, chamado de Plano de Doze Anos, para o desenvolvimento de uma tecnologia espacial chinesa, visava o desenvolvimento do projeto de um satélite, a ser colocado em órbita, em 1959.
Com o rompimento de relações entre China e União Soviética, em 1960, a URSS retirou seu apoio e a transferência de tecnologia, mas a comunidade científica chinesa prosseguiu de maneira independente e lançou seu primeiro foguete, em fins daquele ano. Com o desenvolvimento do foguete Longa Marcha, na década de 1960, baseado em tecnologia soviética, a China colocou em órbita seu primeiro satélite, em 1970, chamado Dong Fang Hong I (O Oriente é Vermelho I), se tornando a quinta nação do mundo - após URSS, EUA, França e Japão - a colocar um satélite na órbita da Terra, o primeiro de uma série de 55 que seriam lançados nas décadas seguintes.
A partir de 1985, o desenvolvimento das séries seguintes de foguetes Longa Marcha permitiu ao país iniciar um programa de lançamentos comerciais ao espaço, tendo, deste então, lançado mais de trinta satélites para países da Ásia e da Europa. Os Estados Unidos sempre se mantiveram resistentes e contrários ao uso de foguetes chineses para lançamento de satélites da indústria americana, devido ao medo de transferência tecnológica vital e, em 2000, estabeleceu um embargo ao país nesta área.

## Organização

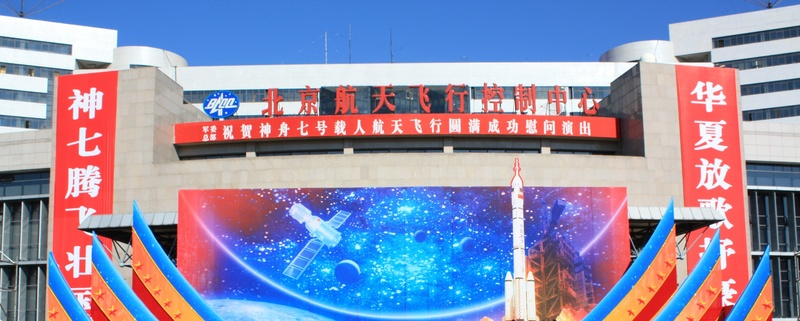
Centro de Controle de Missão de Pequim

A Administração Espacial Nacional da China é o equivalente chinês da NASA, responsável pelos lançamentos e pelo programa espacial do país. Duas outras empresas estatais de tecnologia de ponta fabricam o foguete Longa Marcha e os satélites chineses, mas é interesse do governo  torná-las corporações privadas, a exemplo das empresas aeroespaciais do oeste.
Quatro bases de lançamento estão em operação no território chinês: os Centros de Lançamentos de Satélite de Jiuquan (de onde partiram as missões tripuladas), Xichang, Taiyuan e Wenchang, todas subordinadas à AENC.

## Programa espacial tripulado

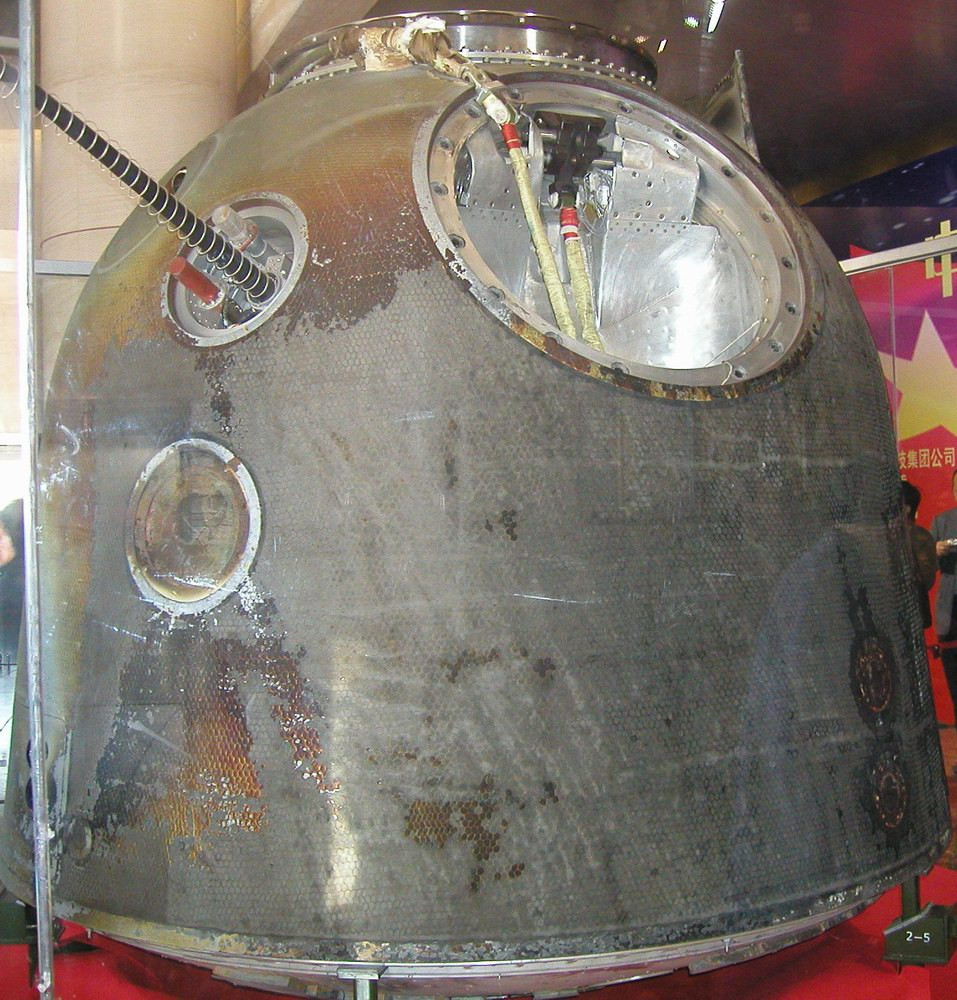
A cápsula orbital da missão Shenzhou 5 recuperada após a reentrada na Terra

O programa teve início em 1968, fundado pelo cientista Tsien Hsue-Shen, do Centro de Pesquisa Médica de Voos Espaciais. O Projeto 714 esperava colocar dois cidadãos chineses no espaço, em 1973, com a seleção de 19 pilotos para os treinamentos, mas acabou sendo cancelado por falta de fundos, em maio de 1972, além de discordância sobre prioridades na política interna da Revolução Cultural.
Em 1992, a nova política do governo deu o sinal verde e produziu fundos para o novo Projeto 921, que se destinava novamente a enviar naves tripuladas ao espaço. O Programa Shenzhou teve quatro primeiros voos de teste feitos em naves não-tripuladas, entre 1999 e 2002, alguns deles levando cobaias animais e vegetais à órbita terrestre, até a bem sucedida missão Shenzhou 5 que, em 15 de outubro de 2003, colocou em órbita o taikonauta Yang Liwei em um voo de 21 horas, tornando a China a terceira nação a levar um homem ao espaço, com a missão Shenzhou 6, com dois taikonautas, a seguindo em 2005 (taikonautas é como são chamadas as pessoas que sobem ao espaço em uma nave chinesa; a palavra foi criada para distingui-los dos astronautas, dos Estados Unidos, dos cosmonautas, da União Soviética/Rússia, e dos espaçonautas – que teriam existido se a Europa tivesse conseguido criar suas próprias naves tripuladas.). Quatro novas missões estão programadas para breve, com a utilização de tripulações múltiplas de taikonautas, passeios no espaço e acoplagem de naves.
A República Popular da China, inicialmente, desenhou suas naves com mecanismos de acoplagem apropriados para a Estação Espacial Internacional e construiu seus centros de lançamento em latitudes próprias para facilitar esta acoplagem. Com o sucesso da Shenzhou 5, os chineses formalmente solicitaram adesão ao programa da ISS, mas tiveram a oposição vigorosa dos Estados Unidos a esta pretensão, resultando disso o anúncio pelo governo chinês de sua intenção em construir sua própria estação espacial e de estabelecer programas conjuntos com a Rússia e a União Europeia.
Em setembro de 2006, o chefe da agência espacial russa Anatoli Perminov, anunciou que a China deverá participar do projeto russo de enviar uma sonda a uma das duas luas de Marte, Phobos, com a missão de recolher e trazer de volta à Terra amostras do solo do satélite e também do planeta Marte.

### Missões realizadas
- Shenzhou 1 - 19 de novembro de 1999 - teste não-tripulado.[3]
- Shenzhou 2 - 9 de janeiro de 2001 - teste com cobaias animais e vegetais.
- Shenzhou 3 - 25 de março de 2002 - teste com boneco com o mesmo peso de um humano adulto.
- Shenzhou 4 - 29 de dezembro de 2002 - teste com boneco com o mesmo peso de um humano adulto, experiências científicas automatizadas.
- Shenzhou 5 - 15 de outubro de 2003 - primeiro voo tripulado chinês ao espaço, taikonauta Yang Liwei.[4][3][5]

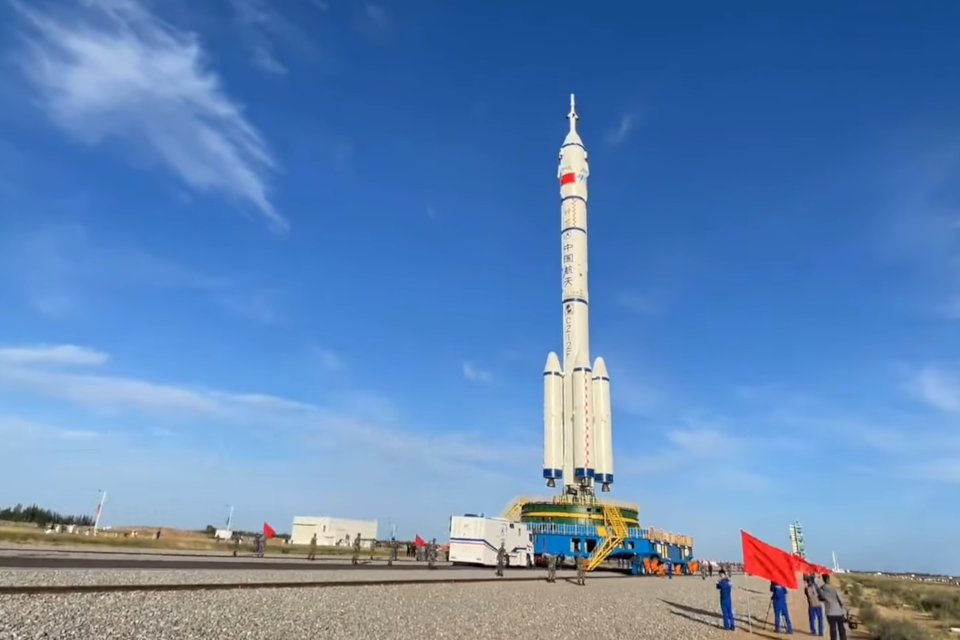
Foguete Longa Marcha 2F pouco antes do voo Shenzhou 12 com três taiconautas a bordo, 17 de junho de 2021

- Shenzhou 6 - 12 de outubro de 2005 - segundo voo tripulado, voo duplo, taikonautas Fei Junlong e Nie Haisheng.[6]
- Shenzhou 7 - 25 de setembro de 2008, tripulação: Zhai Zhigang, Liu Boming e Jing Haipeng. Zhai Zhigang tornou-se o primeiro chinês a caminhar no espaço (AEV).[7]
- Shenzhou 8 - missão não-tripulada, colocada em órbita para o encontro e acoplagem com o laboratório orbital Tiangong 1.
- Shenzhou 9 - 16 de junho de 2012, tripulação: Jing Haipeng, Liu Wang e Liu Yang, que se tornou a primeira mulher chinesa no espaço; a missão realizou acoplagem e experiências com o Tiangong 1; Jing Haipeng se tornou o primeiro chinês a participar de dois voos espaciais.
- Shenzhou 10 - 11 de junho de 2013,tripulação: Nie Haisheng, Zhang Xiaoguang e Wang Yaping, que se tornou a segunda chinesa no espaço; realização de acoplagem e experiências com a Tiangong 1.
- Shenzhou 11 – 16 de outubro de 2016. Tripulação: Jing Haipeng e Chen Dong. Realização: acoplagem com a segunda estação espacial chinesa, a Tiangong 2; no dia 22 de outubro, os tripulantes realizaram o lançamento de um microssatélite chamado Banxing 2.[8]

## Programa espacial não-tripulado

### Satélites científicos
- KuaFu: um conjunto de três satélites projetados para monitorar o Sol e o clima espacial, com lançamento previsto para 2017.[9]

### Sondas espacias

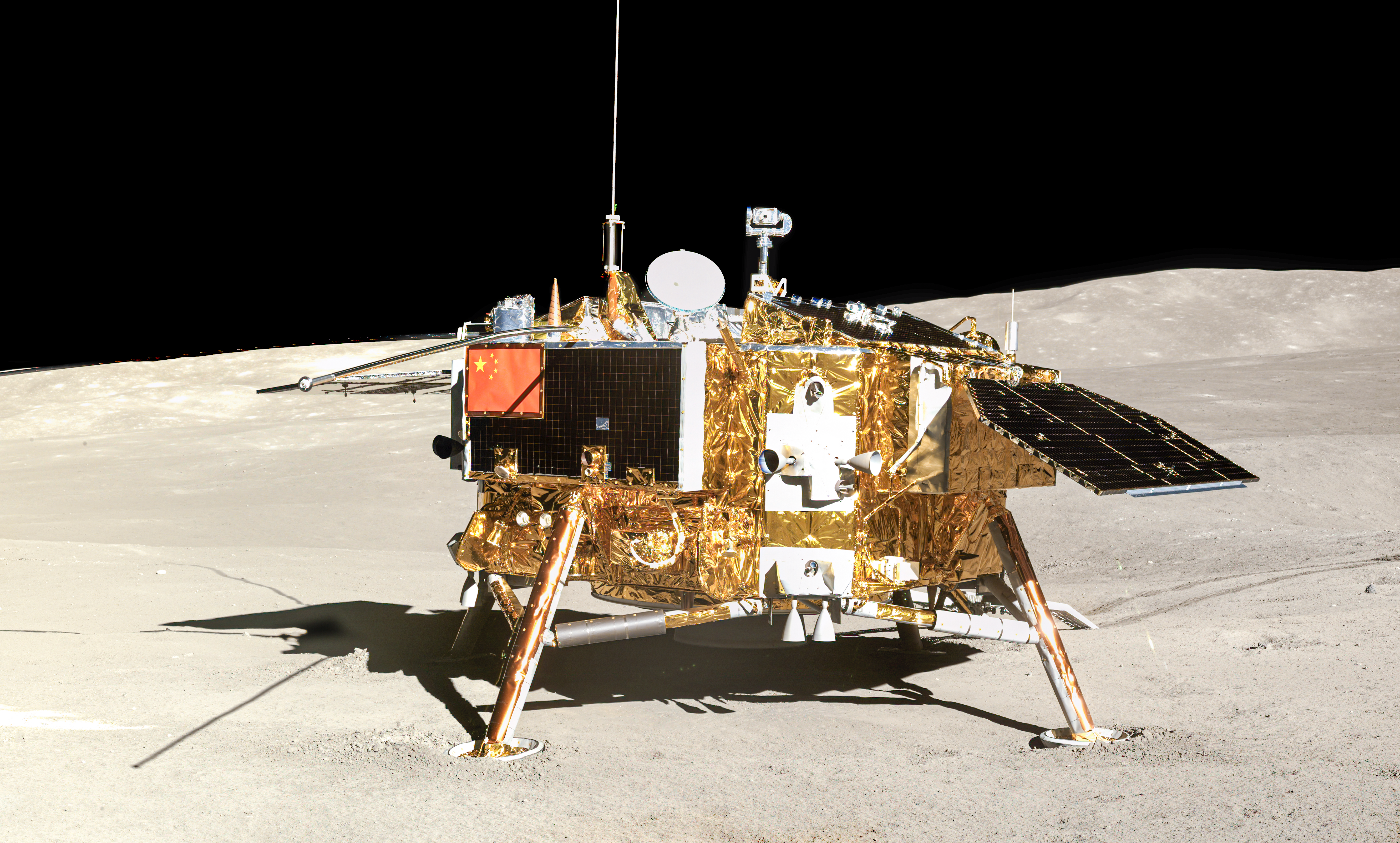
Em 2019, a chinesa Chang'e 4 foi a primeira sonda a pousar no lado oculto da Lua

- Chang'e 1: foi uma sonda espacial chinesa , lançada em 24 de outubro de 2007 em direção em órbita lunar,[11] como parte da primeira fase do Programa Chinês de Exploração Lunar.

- Chang'e 2: foi uma sonda espacial chinesa , lançada em 1 de outubro de 2010,[12] como parte da primeira fase do Programa Chinês de Exploração Lunar. A sonda entrou em órbita lunar a uma altitude de 100km da superfície da Lua. Após cumprir sua objetivo principal , a Chang'e 2 foi redirecionada para o Ponto de Lagrange Terra-Sol L2 ,[13] para testar os sistemas chineses de controle e rastreamento , fazendo da AENC a terceira agência espacial , depois da NASA e ESA , a atingir esse ponto no espaço. Ela entrou nessa órbita no dia 25 de Agosto de 2011 e saiu em abril de 2012 , a sonda deixou a órbita L2 em direção ao asteróide 4179 Toutatis , que foi sobrevoado com sucesso em dezembro de 2012.[14]  Este sobrevoo fez da China o quarto país do mundo a explorar diretamente um asteróide , depois dos Estados Unidos , a União Europeia e o Japão.

- Chang'e 3: foi uma sonda espacial chinesa , lançada no dia 1 de dezembro de 2013[15] como parte da segunda fase do Programa Chinês de Exploração Lunar. A sonda entrou em órbita lunar[16] no dia 6 de dezembro e fez uma aterrissagem na Lua no dia 14 de dezembro , tornando a China o terceiro país do mundo a pousar uma sonda espacial na Lua depois da antiga União Soviética e o Estados Unidos. A sonda também levou o rover lunar chinês Yutu.